# Мендес Кравейро, Венделл
Венде́лл Габриэ́л Ме́ндес Краве́йро (порт.-браз. Wendell Gabriel Mendes Craveiro; 17 февраля 2004, Канитар) — бразильский футболист, нападающий клуба «ФКИ Левадия».

## Биография
Родился в городе Канитар, штат Сан-Паулу. На юношеском и молодёжном уровне играл за «Марилию» (2017) и «Палмейрас» (2018—2023). В середине августа 2023 года перешёл в «Днепр-1». Тграл за юношескую команду днепрян, сыграл 14 матчей и отличился 9-ю голами, в которых сыграл 499 минут. В середине января 2024 года, в результате массированного российского обстрела днепра, стал одним из игроков, отказавшихся возвращаться в Украину.
В январе 2024 года отправился на просмотр в «Полесье», по результатам которого в начале февраля подписал с вышеуказанным клубом 4-летний контракт. По данным журналиста Виктора Вацка «Полесье» за переход нападающего заплатила «Днепру-1» более 100 000 долларов. Однако в конце февраля 2024 отправился в аренду в фарм-клуб «полищуков», «Звягеля», где получил футболку с 40-м игровым номером. дебютировал во взрослом футболе 22 марта 2024 года в победном (2:0) для «Звягеля» домашнем поединке 20-го тура Второй лиги Украины против кременчугского «Кременя-2». Кравейро вышел на поле в стартовом составе, на 38-й минуте получил жёлтую карточку, на 59-й минуте отличился первым голом в профессиональном футболе, а на 75-й минуте его заменил Сергей Кисленко. До завершения сезона 2023/24 провёл 9 матчей (2 гола) во Второй лиге Украины и 2 матча в плей-офф за право повыситься в классе.
В конце июня 2024 года вернулся в «Полесье», но сразу же был отправлен в другой фарм-клуб житомирян, «Полесье-2».
3 ноября 2024 года дебютировал за «Полесье» в Премьер-лиге Украины в проигранном (0:1) гостевом поединке против «Александрии».